# Gaita de barquín
La gaita de barquín es un tipo de gaita gallega de soplado mecánico que se conserva en la región de Baixo Miño. Su nombre hace referencia al barquín, un fuelle que el gaitero sostiene bajo el brazo y con el cual envía aire a la bolsa del instrumento (fol).

## Origen y evolución
Durante el siglo XVII en diversas regiones de Europa comenzaron a aparecer gaitas con insuflación mecánica. Se estima que durante ese periodo, se incorporó un fuelle o barquín a la gaita gallega de dos bordones. Hasta la década de 1930 se conservaron gaitas de este tipo en la comarca gallega del Baixo Miño; sin embargo, su área de distribución era más amplia, ya que hay registro de gaitas de barquín en Limia, Baixa Limia, Terra de Soneira, Terra de Trives y Norte de Portugal. 
Aparte de su uso como instrumento solista y alguna que otra integración en cuartetos con clarinete, la gaita de barquín formaba parte de las antiguas treboadas. Estas agrupaciones musicales, junto a tambores y bombos de treboada, amenizaban romerías, veladas, bailes y procesiones en el Miño gallego y portugués.
En el último cuarto del siglo XIX, aparecieron en Galicia las bandas populares de música. Estas formaciones contaban con una nueva instrumentación e innovaciones en el repertorio, que contribuyeron al proceso de normalización de la gaita gallega. Durante la segunda década del siglo XX, la popularización de los cuartetos de gaita llevó a que los gaiteros que aún utilizaban gaita de barquín modifiquen los instrumentos hasta abandonarlos y optar por la gaita gallega más habitual.

## Características
La gaita se compone de los siguientes elementos:
- Se utiliza un barquín o fuelle mecánico, fijado al brazo del intérprete opuesto al fol, para soplar aire en el instrumento.
- Dos bordones, que salen de una misma buxa (llamada en la zona del Bajo Miño tigha o ghalleto) que los conecta con el fol y se colocan en el hombro del gaitero. Estos bordones se conocen en la zona como orneón (roncón) y ornillo (ronqueta).
- Se han registrado algunas gaitas con dos tipos de punteiros, algunos afinados en Si (tumbales) y otras en Re (grileiros). En algunas ocasiones, se utilizaba una llave para cambiar de octava.

|                                                 |
| El gaiteiro de Trives con una gaita de barquín. |

|                       |
| Gaiteiro de Guillarei |

|                            |
| "Os gaiteiros de Santiso". |

|                                          |
| Gaiteiro de barquín en Valença do Minho. |

|                          |
| El gaiteiro de Gondomar. |

|                                  |
| Gaiteiro de barquín en Argentina |

|                                   |
| Treboada antigua de Benito Moure. |